# Felipe Ximénez de Sandoval
Felipe Ximénez de Sandoval (Madrid, 1903-Madrid, 1978) fue un político, diplomático, escritor y periodista español. Autor de una de las primeras biografías del fundador de Falange, Ximénez de Sandoval también ocupó cargos de distinta índole, como jefe del Servicio Exterior de Falange o miembro del Consejo de la Hispanidad.

## Biografía
Nacido en Madrid en 1903, estudió Derecho en la Universidad Central. Miembro de Falange Española desde 1933, como periodista colaboró hacia 1935 en el órgano oficial de Falange, el periódico Arriba, y en 1936 en el semanario clandestino No Importa. Desde 1933 perteneció al cuerpo diplomático español.
Durante la Guerra civil, entre enero y agosto de 1937 ocupó el cargo de jefe del Servicio Exterior de Falange. Tras el decreto de unificación fue sustituido por el diplomático José del Castaño. Sin embargo, después de la contienda ocupó importantes cargos. En 1940 pasó a formar parte del recién constituido Consejo de la Hispanidad.
En mayo de 1941 fue nombrado jefe del Gabinete diplomático del ministro de Exteriores, Ramón Serrano Suñer, convirtiéndose en su mano derecha. Meses después, en agosto, fue nombrado delegado nacional de la Falange Exterior, y a partir de septiembre quedó a cargo de la supervisión de la prensa extranjera. Sin embargo, en marzo de 1942 su carrera diplomática se vio truncada tras un incidente, que consistió en realidad en una pelea entre falangistas y monárquicos en la que el propio Ximénez de Sandoval habría intervenido. Su caída en desgracia supuso además su expulsión del partido, su separación del cuerpo diplomático y su cese como miembro del Consejo de la Hispanidad. Según Stanley G. Payne, en su caída habría jugado un importante papel el secretario general de FET y de las JONS, José Luis Arrese, que habría estado detrás de una falsa acusación de homosexualidad contra Ximénez de Sandoval —que habría provocado su expulsión del cuerpo diplomático—. Esto también le supuso la pérdida de sus cargos en el partido único.
Tras su desaparición de la escena política, se centró más en su faceta como escritor, publicando varias biografías y obras literarias. 
Tras su muerte, acaecida en su ciudad natal el 7 de mayo de 1978, fue enterrado en el cementerio de la Almudena.

## Obras

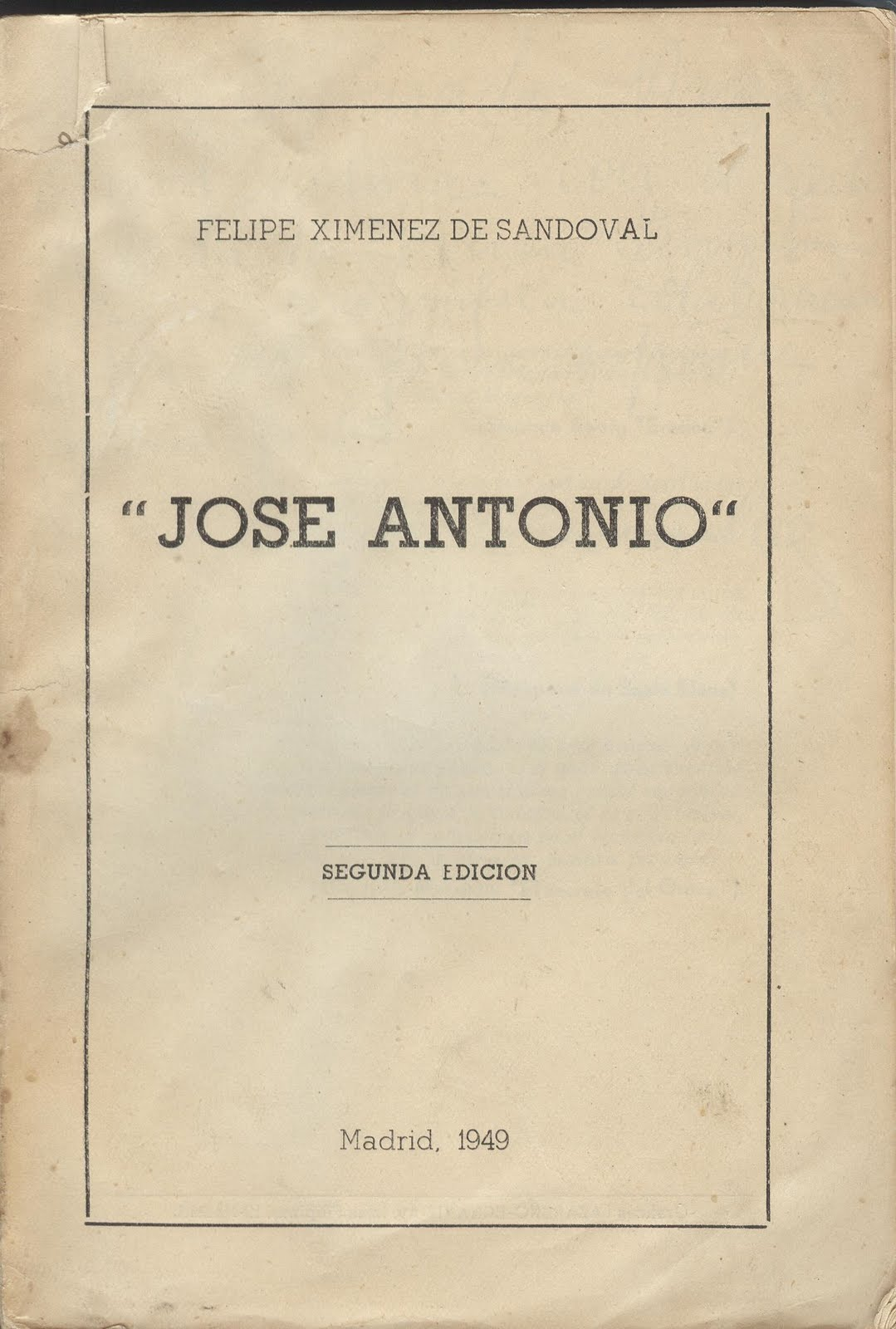
Portada de la edición de 1949 de José Antonio

Fue autor de distintas biografías, entre ellas la del fundador de Falange Española José Antonio Primo de Rivera, titulada en su primera edición José Antonio (Biografía apasionada), de 1941, reeditada décadas más tarde por Fuerza Nueva. Aunque de reconocido tono «hagiográfico», ha sido considerada un texto de referencia para historiadores posteriores a la hora de abordar la figura del líder falangista. Entre su producción también aparecen biografías de Antonio Alcalá Galiano (titulada El que no llegó, de 1948), Cristóbal Colón, José de Cadalso o María de Jesús de Ágreda (Un mundo en una celda). Llegó a obtener el premio nacional de prensa Manuel Aznar.
También escribió otras obras como Robinsón, Tres mujeres más Equis, Los nueve puñales, Camisa azul, El hombre y el loro. Fábula para mayores (1951), Manuela Limón (1952), Las patillas rojas (1954), La comunidad errante (1959) o el ensayo La piel de toro. Cumbres y simas de la historia de España (1944), entre otras. Tradujo al español Con Rommel en el Desierto (1953) de Heinz Werner Schmidt.